# Paragymnopleurus planus
Paragymnopleurus planus är en skalbaggsart som beskrevs av Sharp 1875. Paragymnopleurus planus ingår i släktet Paragymnopleurus och familjen bladhorningar. Inga underarter finns listade i Catalogue of Life.